# 双葉学園
双葉学園（ふたばがくえん）は、福岡県北九州市小倉南区にある児童養護施設。

## 施設の概要

### 入所資格
双葉学園は児童福祉法で定める児童福祉施設であるため、入所できる児童は福岡県北九州市内に住む2歳から概ね18歳の児童（延長措置あり）で、保護者のいない児童又は虐待されている児童、もしくはその他環境上養護を要する児童に限られる（児童福祉法41条）。

### 入所児童
双葉学園の入所児童定員は2018年3月まで110名であったものの、同年4月に双葉学園みのりを開設したことに伴い同月以降入所児童定員は45名となった。
当該定員に対し2019年2月における入所児童は男子が19名、女子が13名の計32名（稼働率71％）であったが、2022年２月の入所児童数は男女合計29名（稼働率64％）となった。

### 職員の数
職員の人数及び構成は、施設長が1名、児童指導員4名、保育士10名、看護師1名、心理士2名、栄養士1名、調理師4名、事務員2名、非常勤職員5名の合計30名である（2019年2月現在）。しかし、2019年6月以降、ケースワーカー（保育士・児童指導員）の離職者があとを絶たないなか、処遇の厳しい入所児童が増加したことなどにより、遅くとも2021年2月ころにはケースワーカーが不足するようになった。

### 専門職員
双葉学園では次の専門職員が勤務している。
- 家庭支援専門相談員
- 里親支援専門相談員
- 小規模グループケア担当職員
- 自立支援担当職員

### 施設の特徴的取組
双葉学園での特徴的な取組みとしては次のものが挙げられる。
- 研修への積極的な参加
- 地域に対しての貢献及び行事への参加
- 集団生活から小規模生活への移行

### 建物
双葉学園は70年以上の歴史があり、計21部屋の児童用居室をようする大舎制（最大時の定員：100名）の児童養護施設であった。しかし、2024年の春から秋にかけての大規模改修によって、施設内を全面的ににユニット（原則6名以下の生活単位）化したうえで、一時保護専用施設および地域子育て支援拠点を新設するなどして、施設の多機能化・高機能化を実現した。

### 歴代の施設長
双葉学園の歴代の施設長は次のとおりである。
- 初代施設長: 西田好之助（1945年就任）
- 第2代施設長: 西田サン（1947年就任）
- 第3代施設長: 西田稔夫（1957年就任） - 西田好之助の実子[8]
- 第4代施設長: 鈴木貴美子（2017年就任） - 西田稔夫の長女（旧姓：西田）[1]
- 第5代施設長: 下田俊（2020年就任、現在に至る）

### 施設の運営法人
双葉学園の運営法人は、福岡県北九州市小倉南区に本部を置く社会福祉法人双葉会である。双葉会の主な事業としては、双葉学園みのりなど計5ヶ所での「児童福祉事業」、及び双葉苑（施設長は西田二郎）など計10ヶ所での「高齢者福祉事業」などがある。

## 理念･目標

### 基本理念
基本理念として、「児童の基本的人権の尊重を第一義とし、将来児童が一人の人間として、社会に適応出来るべく、基本的生活習慣と社会生活のルールを身につけさせます。又、適切な進路指導を行い、将来子どもたちが豊かで幸福な生活を営むことが出来るよう、最大限の援助を行います。併せて、措置費の効率的運用により円滑な施設運営を行います。」と公式ホームページで明らかにしている。

### 処遇目標
処遇目標として、「職員の豊かな愛情と技術により、家庭的雰囲気の中で明るく、伸び伸びと生活させ、情緒の安定を図ります。」及び、「児童の自主性を尊重し、善悪に対する判断力、年上への尊敬の念、弱者への労りの心を育てます。」と公式ホームページで明らかにしている。

### 養育目標
養育目標として「正しい言葉使いの励行。」「スポーツを通じての協調性の涵養。」「進学のための環境づくりと学習指導。」の3点を、公式ホームページで挙げている。

## 関連施設

### 地域小規模児童養護施設
地域小規模児童養護施設（グループホーム）とは、戸建住宅を改装した小規模な児童養護施設で（定員:6名程度）、入所児童の一部が児童養護施設（本園）から少々離れた一般住宅などにおいて、家庭的な雰囲気のなかで共同生活をする。双葉学園においては、双葉学園の理念に基づくとともに、施設開設町内会規約等を遵守し、「子どもは地域において育成される。」という観点に立ちながら、積極的に近隣住民との良好な関係を築く運営を行っている。
双葉学園では次の3つの地域小規模児童養護施設を既に開設した。
- 壱葉（いちは）：2022年4月、女子児童6名で開設。
- 弐葉（にいは）：2023年9月、男子児童5名で開設。
- 参葉（みつは）：2023年9月、男子児童6名で開設。

### 児童家庭支援センター
児童家庭支援センターとは、全国に130ヶ所以上ある子育て中の家庭を対象とした相談事業所である。相談は電話のほかLINE（匿名可能）でも可能で、双葉会における年間の延べ相談件数は、2020年が2000件以上、2021年が3000件以上となっている。双葉会では2000年に北九州市役所の委託を受けて、双葉学園（本園）の1階において女性2名体制で設立した。

## 施設の歴史
- 1945年 - 西田好之助施設長が戦災孤児収容所を、福岡県北九州市小倉南区で創立した[2]。
- 1947年 - 西田好之助施設長が退任し、その後任に西田サンが就任した[2]。
- 1948年 - 児童福祉法により養護施設として認定され、児童入所定員は30名となった[2]。
- 1951年 - 施設の増築工事により入所定員は50名となった[2]。
- 1953年 - 前年の増築工事により入所定員は75名となった[2]。
- 1954年 - 施設の運営法人の双葉会が社会福祉法人となった[2]。
- 1955年 - 施設の増築工事により入所定員は100名となった[2]。
- 1957年 - 西田サン施設長が退任し、その後任に西田稔夫が就任した[2]。
- 1992年 - 分園型自活訓練事業を開始した[2]。
- 1995年 - 現在地において施設の新築工事が完了した[2][13]。
- 1996年 - 西田稔夫双葉学園施設長が藍綬褒章を受章した[14]。
- 1996年 - 男子野球部が福岡県児童福祉施設球技大会で優勝した[15]。
- 1998年 - 女子バレー部が九州地区児童福祉施設球技大会で優勝した[16]。
- 1999年 - 女子バレー部が福岡県児童福祉施設球技大会で優勝した[17]。
- 2000年 - 女子バレー部が福岡県児童福祉施設球技大会で優勝した[18]。
- 2000年 - 男性職員が、男子児童1名を虐待し入院させていたことが発覚した[19]
- 2000年 - 双葉学園の1階に児童家庭支援センターを開設した[6]。
- 2000年 - 女子バレー部が九州地区児童福祉施設球技大会で2年ぶり2度目の優勝をした[20]。
- 2001年 - 男子野球部及び女子バレーボール部が福岡県児童福祉施設球技大会で共に優勝した[21]。
- 2004年 - 入所定員は110名となった。小規模グループケアを実施するようになった[2]。
- 2014年 - 男子野球部が九州地区児童福祉施設球技大会で優勝し北橋健治市長を表敬訪問した[22]。
- 2015年 - 施設の男性職員が入所男子児童（小学生）に対して性的虐待をした[23]。
- 2017年 - 施設の男性職員が女子児童を性的虐待していたことが発覚した[1][24][25]。
- 2017年 - 市役所の補助金など約6000万円を不正受給していたことが発覚した[26][27][28][29]。
- 2017年 9月 - 西田稔夫は施設長を退任しその後任に鈴木貴美子が就任した[1]。
- 2017年 9月 - 鈴木貴美子は自身の給与を給与規定に基づかずに昇給させた（2018年監査[30]）。
- 2018年4月 - 双葉学園みのりに半数の入所児童を異動させたため入所定員は45名となった[1][2]。
- 2018年9月 - 西田孝子は自身の給与を給与規定に基づかずに昇給させた（2018年監査[31]）。
- 2018年9月 - 施設の男性職員が入所男子児童（中学生）に対して性的虐待をした[32][33]。
- 2018年12月 - 施設の男性職員が入所男子児童（小学生）に対して性的虐待をした[34][35]。
- 2018年12月 - 児童相談所は双葉学園の入所男子児童を保護し、精神病院に措置入院させた[36]。
- 2018年〜2019年 - 西田孝子は双葉学園の給食を検食と称して、勝手に自宅に持ち帰っていた[37]。
- 2019年3月 - 施設の男性職員が入所男子児童（中学生）に対して性的虐待をした[38][39]。
- 2019年6月 - 施設の元職員が児童福祉法違反の容疑で逮捕された[38][39]。
- 2019年6月 - 双葉学園は福岡県警察（少年課・小倉南警察署）の家宅捜索を受けた[32][33]。
- 2019年7月 - 施設の元職員が強制性交等・児童買春などの容疑で逮捕された[32][33][34][35]。
- 2019年8月 - 施設の元職員が強制わいせつの容疑で書類送検された[23]。
- 2019年9月 - 双葉学園事件に対する鈴木貴美子の発言が北九州市議会で問題となった[1][40]。
- 2019年9月 - 児童相談所は双葉学園の複数の入所男子児童を保護し、その一部を精神病院に措置入院させた[36]。
- 2019年9月 - 北九州市役所は、鈴木貴美子らが公費を横領したとする住民監査請求を正式受理した[41][42]。
- 2019年10月 - 施設の元職員が、強制性交等罪、児童買春、児童ポルノ禁止法違反などの容疑で起訴された[43][44][45]。
- 2019年11月 - 双葉学園は双葉学園事件について北九州市役所から改善勧告を受けた（2019年監査[46]）。
- 2019年11月 - 施設の男性職員が入所児童3名に対して身体的虐待をしていたことが発覚した[46]。
- 2019年12月 - 施設の元職員に対して懲役8年の刑が確定し、その後佐賀県内の刑務所に収監された[47][48][49][50]。
- 2019年12月 - 施設の業務用の携帯電話を、鈴木貴美子の長男が海外で使用していたことが発覚した（2020年監査[51]）。
- 2020年1月 - 鈴木貴美子は施設長を解任され[1]、その後任に下田俊が就任した[7]。
- 2020年2月 -双葉学園の施設長を解任された鈴木貴美子は、双葉学園みのりに児童指導員として入職した[1]。
- 2020年2月 - 児童虐待をした施設の男性職員が諭旨免職となった[1]。
- 2021年2月 - 鈴木貴美子が不正使用の返金に応じないため双葉会は民事訴訟を提起した（2020年監査[52]）。
- 2021年12月 - 弁護士会が児童に対する人権侵害があるとして、双葉学園に対して人権救済勧告を執行した[1][53][54]。
- 2022年4月 - 戸建住宅を改装した地域小規模児童養護施設「壱葉」を開設した[11]。
- 2023年4月 - 双葉学園（本園）が公式ホームページを開設した[11]。
- 2023年9月 - 戸建住宅を改装した地域小規模児童養護施設「弐葉」及び同「参葉」を開設した[11]。
- 2024年3月 - 双葉学園みのりの男性職員が性的姿態撮影処罰法違反の容疑で逮捕された[55]。
- 2024年4月 - 施設長は社会福祉法等に抵触する恐れがあるため、解雇した西田一市議会議員（元双葉会理事・現高塔会理事長）側に対して、自身の選挙用品を施設外に撤去するよう要請しているが、西田一側はこれを拒否していた[56]。

## 双葉学園事件

### 双葉学園事件の概要
双葉学園事件における児童虐待は次に示す12件の事件から構成されている。
- 事件発生数：12件
- 発生の時期：2015年～2024年
- 被害発生場所：主に児童養護施設内（居室・脱衣場及び宿直室）等
- 職員の性加害の内容：強制性交、児童買春、強制わいせつ、児童ポルノ法違反（製造）等
- 児童の性加害の内容：男子児童間での口腔性交・肛門性交や男子中学生が女子小学生に対して男性器を露出する等
- 加害男子児童の顛末：児童精神科での長期措置入院、退所等

| 児童虐待事件の概要 | 児童虐待事件の概要 | 被害者児童 | 被害者児童 | 加害者   | 加害者   | 加害職員の顛末 | 加害職員の顛末 |
| 事件の種類         | 発生件数           | 男子児童   | 女子児童   | 男性職員 | 男子児童 | 逮捕者         | 退職者         |
| ------------------ | ------------------ | ---------- | ---------- | -------- | -------- | -------------- | -------------- |
| 性的虐待           | 9件                | 8名        | 2名        | 3名      | 3名      | 2名            | 3名            |
| 身体的虐待         | 3件                | 3名        |            | 1名      |          |                | 1名            |
| 合計               | 12件               | 11名       | 2名        | 4名      | 3名      | 2名            | 4名            |

※上記についての仔細は「双葉学園事件（北九州児童養護施設虐待事件）」を参照。

### 双葉学園事件の発覚
元双葉会の職員及び退所児童らは2019年、「双葉学園の鈴木貴美子施設長の放漫な児童施設の運営により、10名以上の入所児童が複数の男性職員ないし一部の男子児童から虐待を受けている。」旨を福岡県警察本部少年課及び北九州市役所子ども家庭局に通報・通告するとともに、福岡県弁護士会に子どもの人権救済を申立てした。また、福岡県北九州市に居住する第三者の男性は2019年、「鈴木貴美子施設長が公金である措置費を、私的な携帯電話料や飲食代などの支払いに流用しているのは違法・不当」とする主旨の住民監査請求及び行政訴訟を提起した。

### 双葉学園事件の原因
双葉学園において2017年6月、男性職員が女子児童を性的虐待する事件が発覚した。このため、当時双葉学園の施設長であった鈴木貴美子は同年10月、「児童虐待の再発防止策」（防犯カメラの録画内容を翌日に確認することなど。）を北九州市役所に提出していたが、その履行を１年以上も懈怠していた。また、児童虐待を現に行っている男性職員U本人から複数の虐待の告白を受けても、これを速やかに通報・通告しなかった。これらが要因となり少なくとも10件の児童虐待事件（いわゆる「双葉学園事件」）の発覚が2019年まで遅れることとなった。
鈴木貴美子は、男性指導員（児童指導員）が強制性交などにより2019年に逮捕されたことで、翌年双葉学園の施設長職を解任された。このため現在では、双葉学園みのりにおいて主任職の児童指導員を務めていたものの、ここでは別の男性指導員（児童指導員）が、性的な姿態を撮影する行為等の処罰及び押収物に記録された性的な姿態の影像に係る電磁的記録の消去等に関する法律（性的姿態撮影処罰法）違反の容疑で2024年に逮捕された。

### 双葉学園事件の名称
当該事件について市役所・警察・弁護士会などは、入所児童が誹謗中傷を受けないようするため、事件の発生施設が分からないようすることを目的に、事件を「（北九州）児童養護施設虐待事件」などと呼んでいる。ただし、これら以外の機関においては、当該事件の被害児童が退所して5年以上が経過していることもあり、一般的には「双葉学園事件」ないしは「双葉会事件」と呼んでいる。

### 事件当時の施設の状況
北九州市社会福祉審議会は2019年11月、当時の施設の状況について次のとおり指摘した。
- 鈴木貴美子は、双葉学園事件の加害職員による指導記録の不記載、勤務時間外の不相当な居残り等について労務管理できていなかった。
- 鈴木貴美子は双葉学園事件の発覚前・後の長期にわたり、夜警を強化しなかったことから、入所する男子児童間による性的虐待が見過ごされた。
- 上記により、双葉学園事件の加害者から虐待を受けていた一部の入所男子児童は、男子児童間の性的虐待において加害者に転化していた。
- 鈴木貴美子は双葉学園事件の発覚前・後の長期にわたり、心理療法担当職員2名を欠員させ、入所児童に対する心のケアができていなかった。
- 鈴木貴美子は双葉学園事件について、「加害者の性的嗜好（同性愛）の問題。」「施設も被害者。」などとする誤った認識を持ち続けていた。
- 過去双葉会の理事長であった西田孝子及びその長女の鈴木貴美子（旧姓：西田）は、日頃より高圧的な姿勢で職員に接していたことから、施設職員は鈴木貴美子らに何も言えない状態に陥っていた。

### 特別指導監査
北九州市役所は双葉学園事件が発生した2018年及び2019年、特別指導監査を行い25件以上の不適切な業務運営が明らかとなった。
- 補助金など約6,000万円を不正受給していた。
- 領収書などの無い使途不明金が293万円もあった。
- デパートの商品券230万円分が換価されているが、その使用用途が不明であった。
- ホテルの商品券100万円分が換価されているが、その使用用途が不明であった。

- 双葉学園みのりの西田孝子施設長が月額44万円であった自身の給料を、段階的に74万円まで引き上げていた[64]。
- 西田孝子施設長が定められた時間に就業しなかったうえ、他施設（双葉学園）の給食を検食と称して勝手に自宅に持ち帰っていた[63]。

- 双葉学園の鈴木貴美子施設長の長男が、業務用の携帯電話を海外で使用し約49万円もの通信代を発生させていた[71]。

### 事件発覚後から現在までの施設の状況
双葉学園事件発覚以降、双葉学園及び双葉学園みのり内での事件・事故等の発生状況は次のとおりである。
|          | 職員の違法 行為不祥事 | 入所児童間 の性的暴力 | 放置・放任 | 対職員暴力 | 入所児童の ﾄﾗﾌﾞﾙ喧嘩 | 児童間の不 適切な行為 | 入所児童間 の問題行動 | 無断外泊又 は無断外出 |
| -------- | --------------------- | --------------------- | ---------- | ---------- | -------------------- | --------------------- | --------------------- | --------------------- |
| 2021年度 |                       | 2件※3                 |            |            | 2件                  |                       |                       | 4件                   |
| 2022年度 | 3件※1                 | 1件※3                 | 5件※4      |            | 12件                 | 4件                   | 2件                   | 9件                   |
| 2023年度 | 1件※2                 |                       |            | 2件        | 1件                  | 1件                   | 2件                   | 6件                   |

※1）双葉学園の職員は2022年度、違法行為ないし不祥事を計3件していた。
※2）男性職員乙が2023年度、女子小学生に対する性的虐待により福岡県小倉南警察署に逮捕された。
※3）「入所児童間の性的暴力」については、双葉学園で2022年度に1件、2021年度は1件（計2件）発生している。他方、双葉学園みのりにおいては2021年度に1件発生している。
※4）「放置・放任」については、双葉学園だけで2022年度に5件も発生している。